# Zeritis zaraces
Zeritis zaraces is een vlinder uit de familie van de Lycaenidae. De wetenschappelijke naam van de soort is voor het eerst geldig gepubliceerd in 1874 door Hewitson.